# Кулушич, Анте
Анте Кулушич (хорв. Ante Kulušić; 6 июня 1986 года, Шибеник) — хорватский футболист, играющий на позиции защитника.

## Карьера
Анте Кулушич начинал свою карьеру футболиста в клубе «Шибеник» из своего родного города. 24 февраля 2007 года он дебютировал в Первой хорватской лиге, выйдя в основном составе в домашнем поединке против «Риеки». 7 апреля того же года Кулушич забил свой первый гол на высшем уровне, открыв счёт в домашней игре с командой «Камен Инград». В январе 2009 года он перешёл в турецкий «Хаджеттепе». 25 января хорват дебютировал в турецкой Суперлиге, выйдя в основном составе в гостевой игре против «Коджаэлиспора». Следующий сезон Кулушич вместе с командой провёл в Первой лиге. Летом 2010 года он перешёл в «Генчлербирлиги». 5 декабря того же года хорват забил свой первый гол в рамках турецкой Суперлиги, сравняв счёт в гостевом поединке с «Коньяспором». Сезон 2014/15 Кулушич провёл за новичка Суперлиги «Балыкесирспор», а после его вылета в Первую лигу вернулся в «Генчлербирлиги».
В середине февраля 2017 года Кулушич перешёл в хорватскую «Риеку», а летом того же года — в молдавский «Шериф».

## Достижения
«Риека»
- Чемпион Хорватии (1): 2016/17

 «Шериф»
- Чемпион Молдовы (1): 2017